# Sypkość
Sypkość – właściwość technologiczna definiująca zdolność materiału w proszku do płynięcia, związana z kohezją.
Sypkość proszku zależy od wielu czynników:
- kształtu i wielkości cząstek proszku ze względu na oddziaływania międzycząsteczkowe,
- porowatości,
- aktywności elektrostatycznej,
- higroskopijności,
- gęstości nasypowej,

- stopnia zagęszczenia,
- kąta tarcia wewnętrznego,
- obecności środków poślizgowych w mieszance proszków ze względu na redukcję tarcia granicznego,
- stopnia utlenienia (dot. proszku metalicznego),
- wilgotności.

Wycofana w 2005 roku Polska Norma nr PN-82/H-04935 określała metodę wyznaczania sypkości proszków metali. Wg niej miarą sypkości był czas przesypywania się 50 g proszku przez znormalizowany lejek (lejek Halla).